# GBU-28
GBU-28 — американська високоточна авіаційна бомба з лазерним наведенням, призначена для знищення укріплених підземних цілей.
Корпус GBU-28 спочатку виготовлявся зі списаних артилерійських стволів, гаубиці M110. Було проведено випробовування на, якому GBU-28 пробило 30 м грунту. Також GBU-28 пробило 2 стіни з бетону товщиною 7 метрів, а бомбу знайшли в кілометрі від стін[джерело?].